# Wranglers d'Amarillo
Les Wranglers d'Amarillo sont une franchise de hockey sur glace professionnel ayant évolué au sein de la Ligue centrale de hockey lors des saisons 1968-1969 et 1970-1971. Basés à Amarillo au Texas, l'équipe joue ses rencontres à domicile à l'Amarillo Civic Center.

## Historique
En 1968, les Penguins de Pittsburgh de la Ligue nationale de hockey établissent les Wranglers d'Amarillo comme leur club-école au sein de la Ligue centrale de hockey (LCH). Jack McGregor, un des fondateurs de la franchise LNH, devient le président du nouveau club tandis que Jack Button est nommé directeur-général et Rudy Migay entraîneur-chef de l'équipe,,. Pour leur saison inaugurale, les Wranglers se classent quatrième de la Division Sud et manquent les séries éliminatoires. Deux joueurs de l'équipe sont cependant récompensés, le gardien de but Marv Edwards étant nommé dans la première équipe d'étoiles et le défenseur Doug Barrie dans la seconde. L'équipe perdant de l'argent, les Penguins décident en mai 1969 de suspendre la franchise après seulement un an et de concentrer leurs jeunes joueurs aux Clippers de Baltimore de la Ligue américaine de hockey.
Pour la saison 1970-1971, Pittsburgh relance les Wranglers, Migay revenant à la tête de l'équipe,. Avec seulement 14 victoires en 72 parties, Amarillo termine septième et dernier de la ligue, 23 points dernière le sixième, les Oilers de Tulsa. En mai 1971, la franchise suspend de nouveau ses activités après un an, cette fois-ci définitivement,.

## Statistiques
| Saison    | PJ | V  | D  | N  | % V  | BP  | BC  | Pts | Classement                  | Séries éliminatoires | Entraîneur |
| --------- | -- | -- | -- | -- | ---- | --- | --- | --- | --------------------------- | -------------------- | ---------- |
| 1968-1969 | 72 | 29 | 32 | 11 | 47,9 | 238 | 252 | 69  | 4e place de la Division Sud | Non qualifié         | Rudy Migay |
| 1970-1971 | 72 | 14 | 47 | 11 | 27,1 | 216 | 329 | 39  | 7e place de la ligue        | Non qualifié         | Rudy Migay |

## Personnalités de l'équipe
52 joueurs portent les couleurs de l'équipe au cours de son existence. Parmi eux, cinq sont présents au cours des deux saisons jouées : Larry Billows, Jean-Guy Lagacé, Dave Simpson, Ron Snell et Garry Swain. Snell dispute le plus de rencontres avec 141 parties jouées. Il est également le meilleur buteur avec 51 réalisations tandis que Swain est le meilleur passeur et pointeur de l'équipe avec 58 aides et 95 points. Simpson est quant à lui le joueur le plus pénalisé avec 259 minutes écopées. Parmi les six gardiens de but de l'équipe, Paul Hoganson est celui le plus utilisé avec 47 parties jouées.
Tous les records d'équipe sur une saison sont établis lors de la saison inaugurale. Billows termine meilleur buteur et pointeur avec 31 buts et 69 points inscrits alors que Ray Adduono est le meilleur passeur avec 41 aides. Simpson finit la première saison avec 185 minutes de pénalité. Au cours de la seconde saison, Rick Kessell égale le record de but,.
Rudy Migay est le seul entraîneur-chef de l'équipe,.